# Hyphodermataceae
The Hyphodermataceae là một họ nấm thuộc bộ Polyporales.